# Getting Better
Getting Better (Lennon/McCartney) är en låt av The Beatles från 1967.

## Låten och inspelningen
Nästan alla låtar på ”Sgt. Pepper” behövde minst 4-5 tillfällen till inspelning, så även denna låt som färdigställdes 9, 10, 21 och 23 mars. Paul McCartney fick idén till denna låt då han var ute och gick med hunden en solig dag och bjöd sen hem John Lennon så att de kunde skriva texten tillsammans. Låten innehåller även direkta hänvisningar till Lennons egna mörkare sidor som ung (med kvinnomisshandel m.m.) även om ingen förstod det då. I övrigt en ganska enkel låt med några banbrytande ljudeffekter. Lennon hade av misstag svalt LSD då han lade på sången 21 mars men han hann avslutade det hela innan effekten blev alltför stark. Ett ej bekräftat rykte förtäljer för övrigt att McCartney, som aldrig prövat LSD, av solidaritet med Lennon (som var på väg att snedtända) också tagit LSD på kvällen 21 mars. Då man jobbade med ”Getting Better” 10 mars blev Paul McCartney presenterad för Pink Floyd, vilka spelade in sitt debutalbum The Piper at the Gates of Dawn i studion bredvid. Låten kom med på LP:n Sgt. Pepper's Lonely Hearts Club Band, som utgavs i England och USA 1 juni respektive 2 juni 1967.